# Verdrag van Fort Laramie (1868)

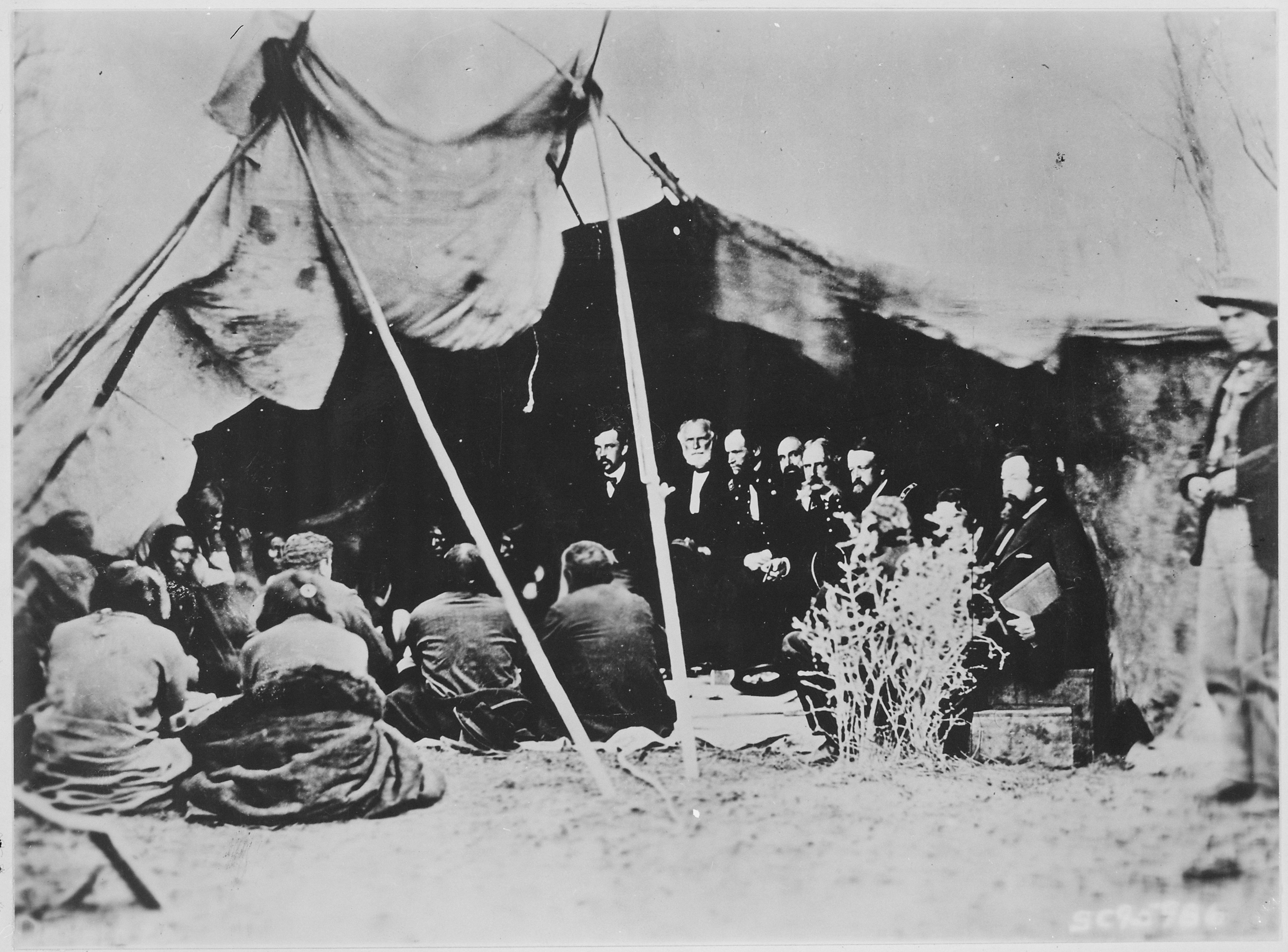
Generaal William T. Sherman (3e van links) e.a. met indianenleiders in 1868

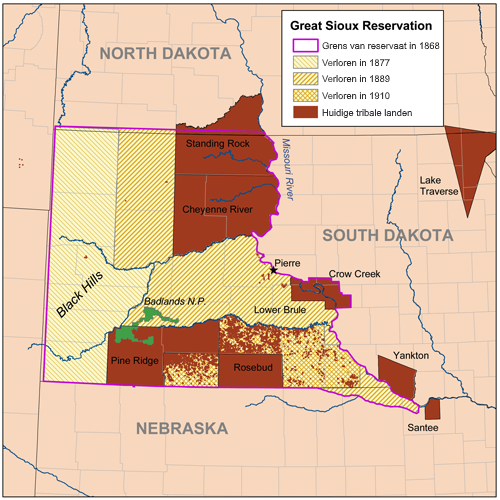
Land toegekend aan de Sioux in 1868 (paars) en huidige reservaten (donkerbruin)

Het Verdrag van Fort Laramie (ook Sioux Treaty of 1868) was een overeenkomst tussen de Verenigde Staten en de Lakota, Dakota en Arapaho indianen getekend op 29 april 1868 in Fort Laramie in Wyoming dat het eigendom van Black Hills en alle land- en jachtrechten moest garanderen. Powder River Country werd verboden gebied verklaard voor alle niet-indianen. Het verdrag beëindigde de oorlog tussen de indianen onder leiding van Red Cloud en de Verenigde Staten. Eerder was er een soortgelijk verdrag onderhandeld, het verdrag van Fort Laramie van 1851.
Het verdrag werd door de VS in 1877, 1889 en 1910 geschonden waardoor een veel kleiner gebied overbleef. De Lakota wonnen in 1980 een rechtszaak waardoor in verband met de schending van het verdrag een vergoeding van 15,5 miljoen US$ (de toenmalige waarde van het land) met rente (in 1980 al opgelopen tot 105 miljoen) werd toegekend. De Lakota hebben het bedrag tot op heden niet geaccepteerd en staan op het standpunt dat het gebied hun toebehoort. 
Het conflict tussen de belangen van de indianen en blanken culmineerde in 1876 in de slag bij de Little Bighorn die het einde betekende van de traditionele manier van leven van de prairie-indianen. 